# Kechnec
Kechnec é um município da Eslováquia, situado no distrito de Košice-okolie, na região de Košice. Tem 10,21 km² de área e sua população em 2018 foi estimada em 1.183 habitantes.

## Demografia
| Ano:        | 1994 | 2004    | 2014    | 2024   |
| ----------- | ---- | ------- | ------- | ------ |
| Broj ljudi: | 841  | 961     | 1172    | 1142   |
| Razlika:    |      | +14,26% | +21,95% | -2,55% |

| Ano:               | 2023 | 2024   |
| ------------------ | ---- | ------ |
| Número de pessoas: | 1140 | 1142   |
| Diferença:         |      | +0,17% |